# أحمد سوبارجو
أحمد سوبارجو (23 مارس 1896 – 15 ديسيمبر 1978)، سياسي أندونيسي وأحد الآباء المؤسسين لإندونيسيا وبطل قومي. كان أول وزير خارجية لإندونيسيا في عام 1933 بعد الاستقلال.

## حياته
ولد أحمد سوبارجو في منطقة وصاية كراوانغ الواقعة في مقاطعة جاوة الغربية في 23 مارس 1896. اسم والده هو تيوكو محمد يوسف. كان جده لأبيه من العلماء وكان والده رئيس الشرطة في جاوة الغربية أما والدته فاسمها وردنة من أصول جاوية - بوجينية من مدينة سيربون.
في البداية سماه والده تيوكو عبد مناف، لكن والدته كانت هي من أطلق عليه اسم أحمد سوبارجو. قام بإضافة كلمة (Djojoadisoerjo) لإسمه بنفسه بعد اعتقاله وسجنه في سجن فونوروغو بسبب تورطه في «حادثة 3 يوليو 1946». 
درس في المدرسة المدنية العليا في جاكرتا عام 1917، وواصل دراسته في جامعة لايدن في هولندا وحصل على درجة الماجستير في القانون في عام 1933.

## نضاله
كطالب، كان ناشطًا في الكفاح من أجل الاستقلال الإندونيسي من خلال العديد من المنظمات مثل جونغ جافا وجمعية الطلاب الإندونيسيين في هولندا. في فبراير 1927 كان سوبارجو ومحمد حاتا وثلاثة طلاب آخرين ممثلين لإندونيسيا في العصبة المناهضة للإمبريالية والاستعمار في بروكسل ولاحقا في ألمانيا. في المؤتمر التأسيسي في بروكسل؛ التقى سوبارجو وآخرون معه بـ جواهر لال نهرو وغيره من القادة القوميين من آسيا وأفريقيا. قضى سوبارجو شهرين في برلين وموسكو يعمل في الأمانة الدولية للرابطة ضد الإمبريالية. وعند عودته إلى إندونيسيا أصبح عضوًا في لجنة التحقيق للعمل التحضيري من أجل الاستقلال (BPUPK).
في 19 أغسطس 1945 (أي بعد يومين من إعلان الاستقلال الإندونيسي في 17 أغسطس 1945) عينه الرئيس الأندونيسي أحمد سوكارنو وزيرًا للخارجية في مجلس الوزراء الرئاسي في أول حكومة في إندونيسيا والتي استمرت لمدة 4 أشهر، وبدأ سوبارجو على الفور بالعمل في مكتب لوزارة الخارجية يقع في مقر إقامته في جالان سيكيني رايا. شغل سوبارجو منصب وزير الخارجية مرة أخرى من عام 1951 إلى عام 1952 في حكومة سوكيمان ويرجوساندجوجو. بالإضافة إلى ذلك أصبح أيضًا سفير جمهورية إندونيسيا في سويسرا من 1957 إلى 1961.

## وفاته
توفي أحمد سوبارجو عن عمر يناهز 82 عامًا في مستشفى برتامينا نتيجة مضاعفات الإنفلونزا. دفن في منزله في سيبايونغ في بوكور. في عام 2009 كرمته الحكومة الأندونيسية واعتبرته بطل قومي.